# 山本博 (柔道)
山本 博（やまもと ひろし、1916年9月9日 - 1993年）は、日本の柔道家（講道館9段）。

## 経歴
| 段位 | 年月日（年齢）         |
| ---- | ---------------------- |
| 入門 | 1932年12月12日（16歳） |
| 初段 | 1933年1月18日（16歳）  |
| 2段  | 1933年12月13日（17歳） |
| 3段  | 不詳                   |
| 4段  | 不詳                   |
| 5段  | 不詳                   |
| 6段  | 1947年1月12日（30歳）  |
| 7段  | 1953年5月7日（36歳）   |
| 8段  | 1963年5月1日（46歳）   |
| 9段  | 1984年（67歳）         |

大阪府布施市域（現・東大阪市）出身で、生家7人姉弟のうち唯一の男児であった。逆七福神と言われ過保護の中で育ち、幼少時代からの病弱・泣き虫を見かねた父の取り計らいにより中学は大阪市内ではなく、勉学よりもスポーツを志して府下の旧制四條畷中学校（現・府立四條畷高校）に入学。50番目中32番目という小柄な体格であった山本が、いじめに遭わないようにと自らの意志で柔道部に入部したのが柔道との出会いであった。
中学校の柔道教員は山本が生涯の師と仰ぐ事となる浜野正平（のち大阪府警師範）で、山本は浜野の元で“道場の虫”とあだ名されるほど稽古に打ち込んだ。なお、記録上の講道館入門は16歳にあった1932年12月付となっている。
1935年3月に中学を卒業すると武道専門学校の柔道科へ入学し、4年間磯貝一、田畑昇太郎、栗原民雄（いずれものち講道館10段）や森下勇（のち講道館9段）らの薫陶を受けた。この頃には内股や大外刈、大内刈のほか返し技を得意とし、武徳会の青年演武大会には毎年出場した。
武専を卒業後は1939年4月に大阪府立市岡中学校（現・府立市岡高校）へ教師として赴任し、翌40年の1月に近衛歩兵第4連隊入営。盛岡市の陸軍予備士官学校を卒業後は中支方面を転戦し、太平洋戦争の終戦に伴い第2船舶輸送司令部韓口支部より復員した。
このように、選手として最も脂が乗る20台半ばから後半にかけての時期を戦争で迎え、柔道大会で活躍する場がなかった事は山本にとって不運であったが、そのような状況下でも1940年に大日本武徳会主催の武徳祭へ出場し、梨本宮殿下の御前で関東学生柔道界の雄・姿節雄と接戦を繰り広げた事は生涯忘れられない印象に残る試合であったと、山本は後に述懐している。
1946年7月に市岡中学校に復職するも2ヵ月後に退職し、1948年4月には大阪市警柔道師範となった。この頃、永岡秀一を講師に迎え大阪で講習会が開催された際に永岡の代名詞でもある横捨身技の受を務め、投げられ役をこなす事でコツを掴んだ浮技やその流れからの送襟絞を研究・工夫して、山本は自身の得意技に加えた。
1949年5月の全日本選手権には近畿地区代表として出場し中国地区代表の山肩敏美5段を送襟絞で破って2回戦進出を決めたほか、1952年6月29日の日本三大地区対抗大会（三者対抗大会とも）や全国高段者大会でも、今牛若丸こと大沢慶己5段と岩淵佶5段にそれぞれ送襟絞で勝利している。
1951年5月の全日本選手権にも近畿代表で出場し、初戦で東京代表で長身の藤森徳衛6段を判定で降すが、2回戦では朝飛速夫6段を相手に判定負を喫した。しかし4ヵ月後の9月23日に名古屋市金山体育館で開催された全日本東西対抗大会では朝飛から浮技で一本勝を奪い雪辱を果たすと、続いて宮内英二6段と引き分けて大会の優秀選手に選ばれた。
1952年の全日本選手権では若手の池田頼一4段を大外刈で破り、2回戦で九州の重松正夫4段を判定に降し、準々決勝戦では相手の松本安市7段が棄権したため準決勝に進出。準決勝戦で石川隆彦7段の内股に屈するも、36歳ながら3位入賞という好成績を残している。
全日本選手権大会に計3度、全日本東西対抗大会に計4度、その他全国高段者大会にも精力的に大会へ出場・健闘した山本は、1955年の大阪府警・市警の統合後も先述の浜野正平や武専の先輩にあたる伊藤徳治、広瀬巌らと共に師範として後進の指導に当たって1963年には8段を許され、1974年4月に定年で退官。
この間、1950年4月より近畿大学柔道部師範や1979年4月より財団法人ニュージャパン柔道協会常務理事、1981年1月からは大阪府柔道連盟会長等の重責も歴任している。
「柔即天」「技即神」を座右の銘として精進を続けた山本は、1984年の講道館創立100周年記念にて講道館9段に列せられ赤帯を允許。晩年には広瀬巌（取）や西岡弘（受）らと古式の形を披露し、当代随一との評価を得ていた。1993年没。